# Fernando Peregrino
Fernando Otavio De Freitas Peregrino (Belém, PA, 22 de abril de 1950) é engenheiro e político brasileiro. É Mestre e Doutor em Engenharia de Produção pela COPPE/UFRJ.
Foi presidente da FAPERJ em duas ocasiões e Secretário de Ciência, Tecnologia e Inovação do governo do Rio entre 2003 e 2007.
Atualmente é presidente da FINEP e vice-presidente do Clube de Engenharia do Brasil.

## Biografia
Fernando Peregrino nasceu em 22 de abril de 1950, em Belém. Foi líder estudantil no período da ditadura militar, tendo sido presidente do diretório da engenharia da UFF. Estudou na USP, onde foi diretor da União Estadual dos Estudantes, primeira diretoria após o seu fechamento pela ditadura. Foi representante dos estudantes no Comitê Brasileiro de Anisitia/SP, onde atuou em defesa dos presos políticos junto com Therezinha Zerbini e outros líderes sociais. Participou da luta pela anistia e movimento das Diretas Já nos anos 1980.

## Trajetória política
Foi presidente da FAPERJ nos governos Leonel Brizola (1991-1994) e Anthony Garotinho (1999-2002), Presidente do PRODERJ, e Coordenador de Desenvolvimento Humano do Gabinete do Governador. No governo Rosinha (2003-2007), exerceu cargo de Secretário de Ciência, Tecnologia e Inovação e foi Secretário Chefe de Gabinete da Governadora. Foi membro do Conselho Nacional de Ciência e Tecnologia da Presidência da República.
Em 1992, durante o governo Brizola, Peregrino foi responsável pela implantação e funcionamento da Rede Rio de Computadores (Rede Rio), o Backbone da Web, uma rede acadêmica de acesso à Internet de alta velocidade destinada a atender, exclusivamente, universidades, instituições de pesquisa e órgãos do governo, e por isso foi reconhecido como um dos construtores da Internet (2017).
Em sua administração da FAPERJ, foi instituída a Diretoria de Tecnologia, criado o Programa Cientista de Nosso Estado, o de Editoração, o Inovação Rio, os Instituto Virtuais e o apoio decisivo a iniciativas pioneiras, como os estudos e pesquisas sobre terapia celular, biodiesel, genoma e proteômica.
Peregrino também participou da criação da Escola de Políticas Públicas e Governo (UFRJ) da qual foi professor e Diretor Executivo. Trabalhou com Darcy Ribeiro na criação da Universidade do Norte Fluminense no governo Brizola. No governo Garotinho, participou da implantação de várias políticas públicas, como a do primeiro Restaurante Popular na Central do Brasil e participou da implementação da primeira Delegacia Legal, a 5a. DP, programa pioneiro no Brasil e elogiado pelo assessor de Direitos Humanos da ONU. Peregrino também participou da concepção e implantação da UEZO, Universidade da Zona Oeste durante o Governo Rosinha.[carece de fontes?]
Escreveu o livro Relatos de um Militante, 2012, onde conta sua trajetória pessoal, profissional e política desde os 18 anos.
Em 2010 foi candidato ao governo do Rio de Janeiro, pela coligação "A Força do Povo" que reuniu os partidos PR e PTdoB em oposição ao então governador Sérgio Cabral. Ficou em terceiro lugar, obtendo 853.220 votos, 10,8% dos votos válidos.
Foi ainda candidato a vereador em 2012 e a deputado federal em 2014, ambos pelo Partido da República, obtendo na última eleição 13.160 votos.
É membro do conselho da Fundação Darcy Ribeiro. Atuou na COPPE/UFRJ onde em seus trabalhos de pesquisa para o Mestrado e Doutorado analisou modelos das organizações sociais para o setor de ciência e tecnologia e os impactos do fator Confiança na implementação de políticas públicas. Também coordenou a implantação do Projeto I-2000, um complexo de laboratórios de mais de 10.000 m² no Centro de Tecnologia da UFRJ, assim como coordenou a implantação do Centro de Tecnologia 2 - CGETEC. Apoiado em sua experiência e estudos, ajudou a reformar o modelo de organização da Fundação COPPETEC.[carece de fontes?]
Exerceu as funções de vice-presidente do Conselho Nacional das Fundações de Apoio às Universidades (CONFIES) e de diretor executivo da Fundação COPPETEC. 
Em novembro de 2016 foi eleito presidente do CONFIES. Participou ativamente da construção do marco legal da lei 13243/16, inclusive do decreto 9283/19 que motificou a gestão da pesquisa no país. Em sua administração no CONFIES priorizou o dialogo com os orgãos de controle, coordenando o Projeto de Autorregulação das Fundações com a CGU. Muitas melhorias para as fundacões ocorrerram no periodo, como o ganho da causa junto ao STF que permitiu cobrança de cursos pós-graduação lato sensu pela IFES. Participou de vários debates na Câmara e no Senado da República sobre questões de ciência e tecnologia. 
É co-autor do livro A Ciência e o Poder Legislativo no Brasil, coordenado pela SBPC, lançado em julho de 2017 na Reunião anual da SBPC na UFMG. 
Foi reeleito presidente do CONFIES na assembleia geral de novembro de 2018 pela totalidade dos votos dos presentes. Nessa gestão participou da viabilização da lei 13800/19 dos fundos patrimoniais e da modificação do Future-se que inseriu as fundações de apoio no projeto de lei.
Em 15 de maio de 2015, durante a reunião do Diretório Nacional do PDT, o presidente nacional do partido, Carlos Lupi, anuncia a refiliação de Fernando Peregrino ao partido.